# Ferrari 248 F1
Chronologie des modèles (2006)
Ferrari F2005 Ferrari F2007
La Ferrari 248 F1 est une monoplace de Formule 1 de l'écurie Ferrari, engagée au cours de la saison 2006. Ses pilotes sont Michael Schumacher et Felipe Massa. Elle apparaît lors des tests hivernaux sous le nom de Ferrari 248.

## Historique

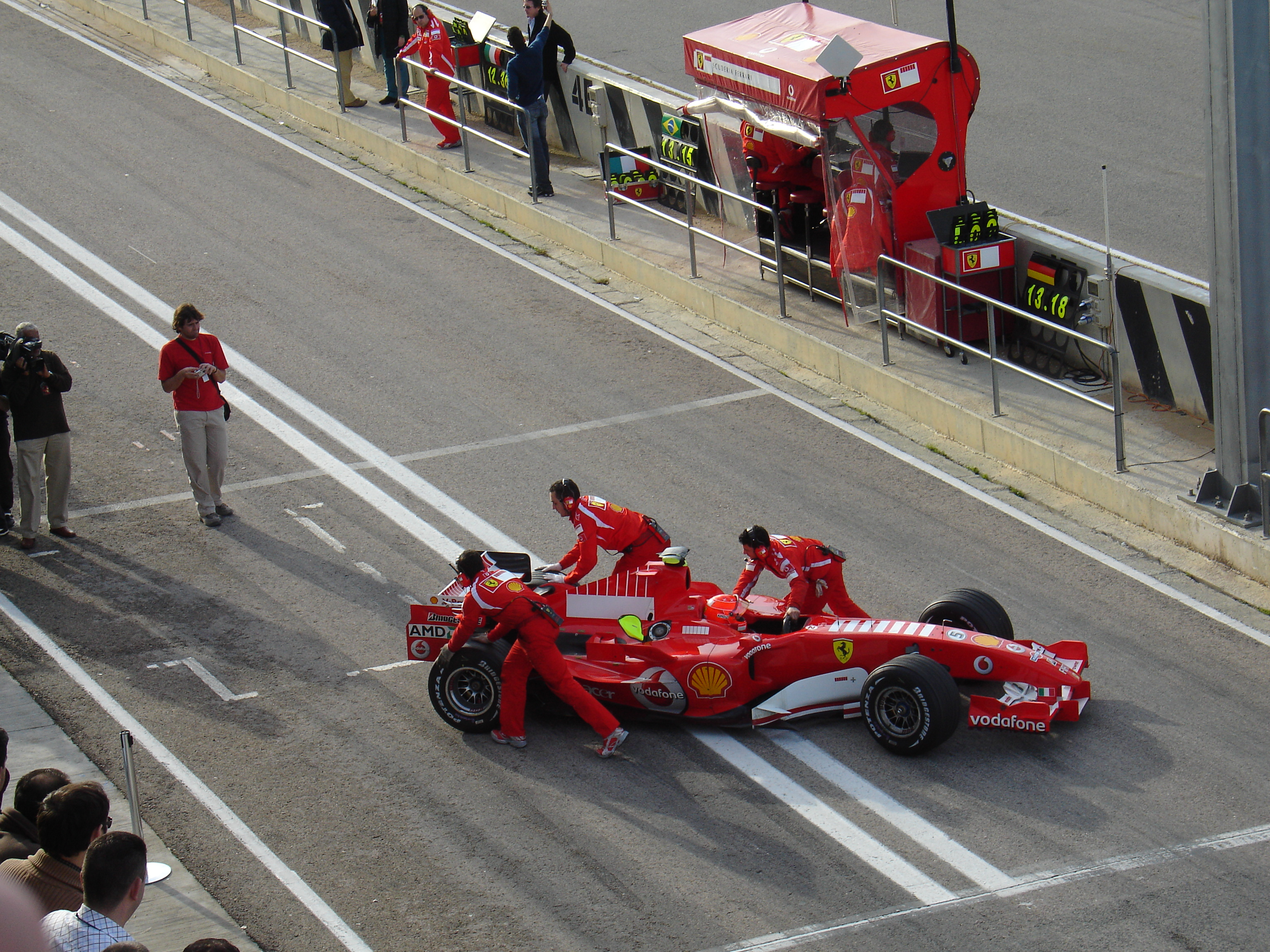
Michael Schumacher en essais hivernaux au volant de la Ferrari 248 F1.

Après la saison 2005 durant laquelle les Ferrari F2005 de Michael Schumacher et Rubens Barrichello furent dominées par les Renault R25 et McLaren MP4-20, la Scuderia aimerait, grâce à la 248 F1, reprendre son cycle de victoires, ininterrompu de 2000 à 2004.
Pour cela, de nombreux changements ont eu lieu dans l'équipe, le plus notable étant le remplacement de Rubens Barrichello par son compatriote Felipe Massa. Autres changements, dans le domaine du règlement cette fois, les pneumatiques peuvent de nouveau être changés en course et les moteurs, des V8 de 2 400 cm3, doivent tenir deux Grands Prix. Michelin ayant annoncé début 2006 son intention de se retirer, de nombreux partenaires rejoignent Bridgestone (Williams, Toyota...), permettant à celui-ci de disposer de nouvelles sources de comparaison.
Cette saison est abordée par Ferrari avec un esprit de revanche palpable ne serait-ce qu'à travers le changement de nomenclature dans l'appellation de cette nouvelle monoplace, rompant la série des "F+année" (Ferrari F2001, Ferrari F2002, Ferrari F2003-GA, Ferrari F2004, Ferrari F2004M, Ferrari F2005). Le "24" de 248 renvoie à la cylindrée du moteur et le "8" au nombre de cylindres. Sur un plan plus technique, cette rupture est également marquée par l'adoption d'une double-quille, suivant l'école Renault et McLaren qui remplace la traditionnelle simple quille.
Les changements de règlement et le travail abattu durant l'hiver payent puisque lors du premier Grand Prix de la saison à Bahreïn, au volant d'une 248 F1 munie d'un aileron avant incurvé semblable à celui des BAR 007, Schumacher signe la pole devant son équipier (la 65e de sa carrière, le record de Senna est égalé) et termine deuxième derrière Fernando Alonso. Son équipier est neuvième après un tête-à-queue consécutif à une erreur alors qu'il attaquait Alonso. Chez Ferrari, l'optimisme est de mise, après la noire année 2005. Comme l'a déclaré Schumacher : "Il est des deuxièmes places qui valent des victoires".
Pour la deuxième épreuve de la saison, Massa change deux fois de moteur, Schumacher une fois. Avec le nouveau règlement, cela les contraint à s'élancer très loin sur la grille (Schumacher 14e, Massa 22e). Le Brésilien, profitant d'une stratégie à un arrêt plus propice que celle à deux arrêts de son coéquipier, le devance sur la ligne, en cinquième position. Les Renault R26 signent un doublé (le premier depuis 1982) et s'envolent aux championnats pilotes et constructeurs. Une semaine après, après analyse des images vidéos, huit équipes déposent une plainte auprès de la FIA concernant l'illégalité de l'aileron avant de la 248 F1 qui apparait mobile. Les deux écuries à n'avoir pas porté plainte sont Red Bull Racing dont les RB2 utilisent des blocs Ferrari et son satellite Scuderia Toro Rosso, un nouveau rapport de force semble se dessiner en F1, la Scuderia étant de moins en moins isolée face à ses adversaires. Deux des écuries accusatrices (BMW Sauber et McLaren sont alors sommées, à l'instar de Ferrari, de modifier l'aérodynamisme de leurs monoplaces.
Le Grand Prix d'Australie rassure quelque peu les adversaires de Ferrari puisque, mal qualifiés (Felipe Massa sort de la piste lors de la deuxième phase des qualifications et Michael Schumacher est onzième), les deux 248 F1 finissent leur course dans le mur, Massa au premier tour, percuté par la Williams FW28 de Nico Rosberg et Schumacher au trente-troisième tour, sur une faute alors qu'il attaquait Jenson Button.
La trêve  de trois semaines avant le Grand Prix d'Imola est exploitée de façon productive pour contrer Renault. De nombreux essais sont réalisés et Michael Schumacher clame le retour de la confiance au sein de la Scuderia. Au fil du week-end, les événements lui donnent raison, puisque l'Allemand est en permanence dans les deux premiers au cours des séances d'essais des vendredi et samedi et signe la pole position, sa soixante-sixième : le record d'Ayrton Senna est battu. Massa se classe quatrième. Au terme de la course, Michael Schumacher s'impose devant Alonso après une lutte de plus de vingt tours. Massa est quatrième, au terme d'une course propre et solide.
Lors des premiers essais libres au Nurburgring, les deux Ferrari se classent en tête de la dernière séance libre. Toutefois, Fernando Alonso s'empare de la dixième pole position de sa carrière, devant les deux Ferrari. Schumacher remporte néanmoins l'épreuve à l'aide d'une stratégie parfaitement adaptée et d'un duel avec Fernando Alonso à coups de meilleurs tours en course. Son équipier termine à quelques secondes de l'Allemand, sur la troisième marche du podium, le premier de sa carrière. Sur ses terres, une semaine plus tard, Fernando Alonso est intouchable, et s'impose devant Schumacher, Fisichella et Massa qui s'offre son premier meilleur tour en course.
À Monaco, en qualifications, Massa est éliminé dès la première phase à la suite d'une erreur qui l'a envoyé dans le mur. Schumacher, en tête de la feuille des temps à deux minutes de la fin de la séance, il part à la faute et ralentit Alonso qui terminait son ultime tour, en avance sur les temps de Schumacher : après huit heures de délibérations, les commissaires sanctionnent le septuple champion du monde. Les deux Ferrari sont donc en dernière ligne de la grille. Une stratégie à un seul arrêt menée à bien et une attaque de tous les instants permettront à Schumacher de remonter à la cinquième place, Massa se classant neuvième.
Une semaine plus tard, Schumacher s'adjuge le record de la piste de Barcelone. Cependant cette performance n'est pas confirmée en course lors du Grand Prix d'Angleterre puisque Schumacher y subit la loi d'Alonso et Massa celle de Fisichella. Le titre s'éloigne au fil des courses pour Schumacher. Au Canada, Alonso s'impose depuis la pole position devant Schumacher qui dépasse Räikkönen dans l'avant-dernier tour après une glissade de ce dernier sur des résidus de gomme. Massa se classe cinquième, confortant la deuxième place de la Scuderia au Championnat.
Aux États-Unis la situation s'inverse, ce qui peut s'expliquer par la prudence de Michelin sur les lieux du scandale de l'année précédente. Qualifiées en première ligne, Schumacher devant Massa, les 248 F1 mènent la course de bout en bout, Schumacher repassant Massa auteur d'un meilleur départ à la faveur des ravitaillements. Le championnat se relance quelque peu, Schumacher reprenant six points à Alonso, ramenant l'écart à dix-neuf longueurs.
En France, les 248 F1 se classent en première et troisième position sur les terres de Renault. En Allemagne, Schumacher signe sa troisième victoire consécutive et Massa assurant le doublé : aux championnats, Schumacher est à onze points d'Alonso et Ferrari à dix points de Renault. Une semaine plus tard en Hongrie, sous le déluge, les deux principaux acteurs du championnat sont pénalisés en qualifications et partent en onzième et quinzième position. Ils remontent très vite aux avant-postes sur une piste détrempée avant de connaître un abandon, mais Schumacher empoche le point de la huitième place.

## Palmarès

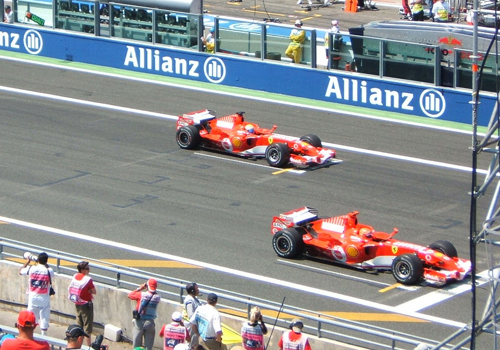
Schumacher et Massa en première ligne du GP de France 2006.

- 36 départs en Grands Prix (Michael Schumacher : 18, Felipe Massa : 18)
- 5 abandons (Michael Schumacher : 3, Felipe Massa : 2)
- 9 victoires (Michael Schumacher : 7, Felipe Massa : 2)
- 19 podiums (Michael Schumacher : 12, Felipe Massa : 7)
- 7 pole positions (Michael Schumacher : 4, Felipe Massa : 3)
- Meilleure qualification : Michael Schumacher : 1er, Felipe Massa : 1er
- Meilleurs tours en course : 9 (Michael Schumacher : 7, Felipe Massa : 2)
- 201 points marqués (Michael Schumacher : 121, Felipe Massa : 80)
- Comparatif Qualifications : Michael Schumacher devance Felipe Massa 14 fois sur 18 courses
- Comparatif Course : Michael Schumacher devance Felipe Massa 14 fois sur 18 courses

## Résultats en championnat du monde de Formule 1
| Saison | Écurie                    | Moteur      | Pneus       | Pilotes            | Courses | Courses | Courses | Courses | Courses | Courses | Courses | Courses | Courses | Courses | Courses | Courses | Courses | Courses | Courses | Courses | Courses | Courses | Points inscrits | Classement |
| Saison | Écurie                    | Moteur      | Pneus       | Pilotes            | 1       | 2       | 3       | 4       | 5       | 6       | 7       | 8       | 9       | 10      | 11      | 12      | 13      | 14      | 15      | 16      | 17      | 18      | Points inscrits | Classement |
| ------ | ------------------------- | ----------- | ----------- | ------------------ | ------- | ------- | ------- | ------- | ------- | ------- | ------- | ------- | ------- | ------- | ------- | ------- | ------- | ------- | ------- | ------- | ------- | ------- | --------------- | ---------- |
| 2006   | Scuderia Ferrari Marlboro | Ferrari 056 | Bridgestone |                    | BAH     | MAL     | AUS     | SMR     | EUR     | ESP     | MON     | GBR     | CAN     | USA     | FRA     | ALL     | HON     | TUR     | ITA     | CHI     | JAP     | BRÉ     | 201             | 2e         |
| 2006   | Scuderia Ferrari Marlboro | Ferrari 056 | Bridgestone | Michael Schumacher | 2e      | 6e      | Abd     | 1er     | 1er     | 2e      | 5e      | 2e      | 2e      | 1er     | 1er     | 1er     | 8e      | 3e      | 1er     | 1er     | Abd     | 4e      | 201             | 2e         |
| 2006   | Scuderia Ferrari Marlboro | Ferrari 056 | Bridgestone | Felipe Massa       | 9e      | 5e      | Abd     | 4e      | 3e      | 4e      | 9e      | 5e      | 5e      | 2e      | 3e      | 2e      | 7e      | 1er     | 9e      | Abd     | 2e      | 1er     | 201             | 2e         |

Légende : ici 